# Symplecta macroptera
Symplecta macroptera är en tvåvingeart. Symplecta macroptera ingår i släktet Symplecta och familjen småharkrankar.

## Underarter
Arten delas in i följande underarter:
- S. m. argentina
- S. m. macroptera